# (2566) Kirghizia
(2566) Kirghizia est un astéroïde de la ceinture principale.

## Description
(2566) Kirghizia est un astéroïde de la ceinture principale. Il fut découvert le 29 mars 1979 à Naoutchnyï par Nikolaï Tchernykh. Il présente une orbite caractérisée par un demi-grand axe de 2,45 UA, une excentricité de 0,08 et une inclinaison de 5,1° par rapport à l'écliptique.

## Compléments